# بوئنا ویستا، شهرستان فایت، اوهایو
بوئنا ویستا (به انگلیسی: Buena Vista) یک منطقهٔ مسکونی در ایالات متحده آمریکا است که در شهرستان فیت، اوهایو واقع شده‌است. بوئنا ویستا ۳۰۸ متر بالاتر از سطح دریا واقع شده‌است.